# وزارت امور خارجه جمهوری آذربایجان
وزارت امور خارجهٔ جمهوری آذربایجان (به ترکی آذربایجانی: Azərbaycan Respublikası Xarici İşlər Nazirliyi) یکی از ۱۸ وزارتخانهٔ دولت آذربایجان است و وظیفهٔ رسیدگی به امور بین‌المللی کشور را به عهده دارد. در حال حاضر جیحون بایرام‌اف سکان‌دار این وزارتخانه می‌باشد.

## تاریخچه
وزارت امور خارجه از نخستین وزارتخانه‌های تأسیس شده در آذربایجان می‌باشد، که در دوران جمهوری دمکراتیک آذربایجان با هدف برقراری روابط سیاسی با سایر دولت‌ها در اوایل قرن ۲۰ (سالهای ۱۹۲۸–۲۰) دایر گردید. در این محدوده زمانی «محمدحسن حاجینسکی»، علیمردان توپچوباشوف، فتحعلی‌خان خویسکی و ممدیوسف جعفراف یکدیگر را در تصدی این وزارتخانه عوض کردند.
نخستین فردی که برای ریاست این وزارتخانه، گماشته شد، محمدحسن حاجینسکی بود که پیشتر، زمامدار وزارت امور داخله (۲۸ می ۱۹۱۸ الی ۶ اکتبر ۱۹۱۸) و وزارت مالیه بودو بعد از آن، علیمردان توپچوباشوف سکان هدایت این وزارتخانه را در دست خود گرفت. بعد از وی فتحعلی‌خان خویسکی و ممدیوسف جعفراف به ترتیب برای مدت کوتاهی به زمامداری وزارت امور خارجه برگزیده شدند. پس از سقوط جمهوری دمکراتیک آذربایجان به دست بلشویک‌ها، این مملکت به اشغال شوروی درآمد. همزمان با تأسیس رژیم شوروی در قلمروی آذربایجان، وزارت امور خارجه برچیده و به ازای آن «کمیساریای مردمی امور خارجه آذربایجان شوروی» بنیان شد. این نهاد مابین سالهای ۱۹۲۰ الی ۱۹۲۲ سیاستگذاری‌های خارجه آذربایجان شوروی را انجام داد. در بدوی اشغال آذربایجان به توسط بلشویک‌ها، نریمان نریمانف و «میرزا داود حسینف» به ریاست کمیساریای مردمی امور خارجه رسیدند؛ ولی به زودی این ارگان دولتی منتفی گردید.
بعد از تشکیل شوروی، دستگاه دیپلماسی و سیاست‌گذاری خارجی آذربایجان از کار انداحته شد. در آستانه پایان جنگ جهانی دوم، در سال ۱۹۴۴، شوروی در چارچوب مناقع سیاسی خود قعالیت کمیساریای مردمی امور خارجه آذربایجان را بازیافت کزد. در سال ۱۹۴۶، این نهاد به صورت وزارت امور خارجه درآمد. از آن به بعد، «محمود علی اف»، «طاهره طاهراوا»، «ائلمیرا قفاراوا»، «حسین‌آقا صادقف» به‌ترتیب زمامدار این وزارتخانه گشتند. با وجود تمامی محدودیت‌های سیاسی و زوایای بغرنج و پیچیده، در دوران شوروی که، یکی از دوره‌های جالب تاریخ آذربایجان می‌باشد، وزارت خارجه آذربایجان می‌توانست به واسطه دولت مرکزی در برقراری و تنظیم روابط بین‌المللی دولت ایفا نقش نماید. بعد از فروپاشی شوروی و استقلال جمهوری آذربایجان، وزارت امور خارجهٔ جمهوری آذربایجان نیز به عنوان یک وزارتخانه‌های وابسته به دولت آذربایجان از سر گرفت. از آن تا به حال جمهوری آذربایجان دارد سیاست خارجی مستقلی را در پیش می‌گیرد. با به رسمیت‌شناسی جمهوری آذربایجان از سوی کشورهای جهان، این کشور با سایر کشورها روابط دیپلماتیک برقرار کرد. در سال‌های پسااستقلال «توفیق قاسمف»، «حسن حسنف»، «توفیق زلفقارف» و «ولایت قلی‌اف» به ترتیب به سکان‌داری وزارت امور خارجه جمهوری آذربایجان رسیدند. هم‌اکنون از سال ۲۰۰۴ تابه روز، المار محمدیارف ریاست وزارت امور خارجهٔ جمهوری آذربایجان را بر عهده دارد.

## مأموریت
وزارت امور خارجه جمهوری آذربایجان بر اساس قانون اساسی، قوانین، مقررات و احکام این کشور فعالیت می‌نماید که، تعهدات ذیل را بر عهده دارد:
- اجرای سیاست خارجی جمهوری آذربایجان
- حمایت از حفظ صلح و امنیت جهانی از طریق دیپلماتیک
- اتکا بر حاکمیت ملی، امنیت، تمامیت ارضی آذربایجان و حفظ منافع سیاسی و اقتصادی آن در هنگام ماموریت‌های دیپلماتیک
- حفاظت از حقوق و منافع و شخصیت‌های حقوقی جمهوری آذربایجان در خارج از کشور
- برقراری روابط دیپلماتیک و کنسولی جمهوری آذربایجان با دیگر کشورهای و سازمان‌های بین‌المللی
- تدوین پروتکل دولتی آذربایجان
- پشتیبانی دیپلماتیک و هماهنگی مناسبات بین‌المللی، سیاسی، اقتصادی، علمی، فنی، فرهنگی و بشردوستانه جمهوری آذربایجان و سازمان‌های دولتی جداگانه آن